# Andrés Guazurary
Andrés Guazurary (30 novembre 1778 – 1821) è stato un militare e politico argentino, menzionato anche con gli appellativi Andrés Guaçurary, Andrés Guazurarí, Andresito o Andresito Artigas.
Fu uno dei primi caudillos federali delle Province Unite del Río de la Plata, e l'unico di origine indigena nella storia argentina. Governò tra il 1811 e il 1821 la Provincia di Misiones, allora più estesa rispetto all'attuale provincia argentina. Fu uno dei più fedeli collaboratori di José Gervasio Artigas, caudillo della Banda Oriental, che lo adottò come figlio, ed ebbe un importante ruolo nella resistenza alle truppe luso-brasiliane durante l'invasione dei territori ad oriente del fiume Uruguay da parte di queste.

## Biografia
Poco si conosce della prima parte della vita di Andrés Guazurary; in un'occasione, egli stesso dichiarò di essere nato il 30 novembre, mentre la maggior parte degli storici fa risalire l'anno di nascita al 1778. Lo stesso luogo di nascita è stato indicato nel villaggio di Santo Tomé o in quello di São Borja; di etnia guaraní, si sa che era capace di leggere e scrivere e che conosceva lo spagnolo, il portoghese e il guaraní. Si ignora inoltre a quando risalgano i primi contatti con José Gervasio Artigas, che decise di adottarlo.
Nel febbraio del 1815, Artigas nominò Guazurary al comando delle truppe della provincia di Misiones, con il compito di difendere la frontiera in particolar modo dalle mire portoghesi. Stabilito il suo quartier generale a Santo Tomé, si lanciò subito in una campagna militare con lo scopo di recuperare i villaggi della provincia rimasti sotto il controllo paraguaiano dopo la sconfitta di Manuel Belgrano del 1811; rapidamente riuscì a riprendere possesso di Santa Maria la Mayor, San Javier, Mártires, San Carlos, San José, Apóstoles e, dopo una sanguinosa battaglia, Candelaria. In seguito fece in modo che ogni villaggio eleggesse un proprio Cabildo e instaurò un regime economico basato sulla proprietà collettiva.
Alla vigilia dell'invasione luso-brasiliana, Artigas, informato dei movimenti portoghesi verso la frontiera, sviluppò un piano che prevedeva una controffensiva nel territorio di Misiones; il ruolo affidato a Guazurary fece insorgere a quest'ultimo l'idea di rivendicare l'occupazione portoghese delle Misiones Orientales, avvenuta nel 1801, e riscattare le popolazioni guaraní. Il 12 settembre 1816 attraversò il fiume Uruguay e, dopo alcune vittorie, pose l'assedio a São Borja, difesa dal generale portoghese Francisco das Chagas Santos. Il 3 ottobre ordinò l'attacco, ma l'arrivo delle truppe di José de Abreu decisero l'esito della battaglia di Sao Borja a favore dei portoghesi. Andresito fu costretto a ritirarsi sulla sponda occidentale dell'Uruguay per riorganizzarsi.
Nel gennaio del 1817, Guazurary fu costretto ad affrontare l'offensiva ordinata dal marchese di Alegrete e condotta da Chagas; dopo aver sconfitto la colonna che, guidata dal maggiore Gama Lobo, si accingeva a distruggere Yapeyú, disperse le sue forze per raggrupparle più indietro sulla sponda meridionale del Paraná, evitando in tal modo di impegnarsi in una battaglia con scarse possibilità di vittoria. A partire da marzo, con l'appoggio delle truppe di Corrientes, Andresito riconquistò i villaggi persi dopo l'invasione di Chagas, approfittando del ritiro di quest'ultimo a oriente dell'Uruguay. Informato dei movimenti nemici, il generale portoghese mosse verso di loro, ma fu sconfitto da Guazurary il 2 luglio nella battaglia di Apóstoles.
Nel marzo del 1818, Chagas intraprese una nuova invasione nel territorio di Misiones, portando con sé un numero più elevato di soldati, e sconfisse Andresito a San Carlos. Il 25 maggio, inoltre, Francisco Vedoya, incaricato di portare aiuti al comandante di Misiones dal governatore di Corrientes Méndez, attuò un colpo di stato e si accinse ad instaurare un governo unitario nella provincia. Su ordine di Artigas, Guazurary avanzò su Corrientes e restaurò il precedente governo, entrando nella città, il 21 agosto, a piedi e disarmato al comando delle sue truppe.
Nel marzo del 1819, Andresito invase nuovamente il territorio delle Misiones Orientales al comando di un esercito composto da indigeni guaraní e truppe correntine, ponendo il suo quartier generale nel villaggio di San Nicolás; qui il 9 maggio riuscì a respingere l'attacco di Chagas, rimasto sorpreso dall'invasione. Lasciata sul posto una guarnigione di 600 uomini, Guazurary si diresse verso sud per unire le sue forze a quelle di Artigas; non riuscendo a comunicare con il caudillo orientale, cercò di tornare al suo quartier generale. Sulla strada di ritorno fu sorpreso e sconfitto da Abreu nella battaglia di Itacurubí il 6 giugno. Ferito e catturato, Andresito fu inviato prigioniero sull'Ilha das Cobras, nei pressi di Rio de Janeiro.
Dopo la sua prigionia, le fonti su Guazurary si fanno sempre più scarse. Secondo alcune lettere del politico uruguaiano Francisco de Magariños
, fu liberato con altri capi della resistenza orientale e portato a Montevideo su un brigantino britannico; lo storico Anibal Cambas
, invece, sostiene che Andresito fu imprigionato il giorno prima della partenza dell'imbarcazione da Rio de Janeiro per essere stato coinvolto in una rissa. Un altro storico, Francisco Machón
, asserisce infine che Guazurary fu liberato con un ordine datato 6 luglio 1821, più di due settimane dopo la partenza del brigantino; da quella data se ne perdono completamente le tracce.